# Papoea-ijsvogel
De papoea-ijsvogel (Ceyx pusillus; synoniem: Alcedo pusilla) is een vogel uit de familie Alcedinidae (ijsvogels). De nominaat werd verzameld aan de Tritonbaai (baie de Lobo) tijdens de expeditie naar Nieuw-Guinea in 1828 en in 1836 door Coenraad Jacob Temminck beschreven.

## Kenmerken
De vogel is 11 cm lang. Het is een zeer kleine ijsvogel die van boven ultramarijnblauw gekleurd is en van onder geheel wit. Beide seksen hebben een wit vlekje op het voorhoofd en een witte vlek op de hals. De snavel is zwart.

## Verspreiding en leefgebied
Deze soort komt voor van de Molukken tot de Salomonseilanden en noordelijk Australië en telt 9 ondersoorten:
- C. p. halmaherae: Halmahera en Batjan (de noordelijke Molukken).
- C. p leatior: noordelijk Nieuw-Guinea.
- C. p pusillus (nominaat): westelijk, zuidelijk en oostelijk Nieuw-Guinea, de Aru-eilanden, de Kei-eilanden en D'Entrecasteaux-eilanden.
- C. p ramsayi: noordelijk Australië.
- C. p halli: noordoostelijk Australië.
- C. p masauji: de Bismarck-archipel.
- C. p bougainvillei: Buka en Bougainville oostelijk tot Choiseul, Santa Isabel, de Florida-eilanden (de noordelijke en noordelijk-centrale Salomonseilanden).
- C. p richardsi: van Vella Lavella tot Vangunu (de zuidelijk-centrale Salomonseilanden).
- C. p aolae: Guadalcanal (de zuidoostelijke Salomonseilanden).

Het leefgebied bestaat uit mangrovebos, andere typen zoetwatermoerasbossen en regenwoud (ook wel secundair bos) in de buurt van beekjes en poelen. In Melanesië alleen in kustgebieden, in Australië ook wel verder landinwaarts. Het voedsel bestaat uit kleine visjes en ongewervelde dieren uit het water.

## Status
De papoea-ijsvogel heeft een groot verspreidingsgebied en daardoor is de kans op de status kwetsbaar (voor uitsterven) gering. De grootte van de wereldpopulatie is niet gekwantificeerd. De soort gaat in aantal achteruit door de vernietiging van mangrovebossen. Echter, het tempo van achteruitgang ligt onder de 30% in tien jaar (minder dan 3,5% per jaar). Om deze redenen staat de vogel als niet bedreigd op de Rode Lijst van de IUCN.